# Сен-Парду-ле-Нёф (Крёз)
Сен-Парду́-ле-Нёф (фр. Saint-Pardoux-le-Neuf) — коммуна во Франции, находится в регионе Лимузен. Департамент коммуны — Крёз. Входит в состав кантона Обюссон. Округ коммуны — Обюссон.
Код INSEE коммуны — 23228.

## Население
Население коммуны на 2010 год составляло 178 человек.
| 1962 | 1968 | 1975 | 1982 | 1990 | 1999 | 2010 |
| ---- | ---- | ---- | ---- | ---- | ---- | ---- |
| 161  | 146  | 153  | 175  | 164  | 165  | 178  |

## Экономика
В 2010 году среди 116 человек трудоспособного возраста (15—64 лет) 80 были экономически активными, 36 — неактивными (показатель активности — 69,0 %, в 1999 году было 71,3 %). Из 80 активных жителей работали 77 человек (43 мужчины и 34 женщины), безработных было 3 (3 мужчин и 0 женщин). Среди 36 неактивных 10 человек были учениками или студентами, 18 — пенсионерами, 8 были неактивными по другим причинам.